# Формула-1 — Гран-прі Аргентини 1995
Гран-прі Аргентини 1995, офіційна назва XVIII Gran Premio Marlboro de la Republica Argentina — другий етап чемпіонату світу 1995 року з автоперегонів класу Формула-1, що відбувся 9 квітня року на автодромі імені Хуана й Оскара Альфредо Гальвесів. Свою десяту перемогу здобув британець Деймон Хілл.

## Перегони
| Поз  | №  | Країна          | Пілот                  | Конструктор        | Кола | Час                      | Старт | Очки |
| ---- | -- | --------------- | ---------------------- | ------------------ | ---- | ------------------------ | ----- | ---- |
| 1    | 5  | Велика Британія | Деймон Хілл            | Williams-Renault   | 72   | 1:53:14.532              | 2     | 10   |
| 2    | 27 | Франція         | Жан Алезі              | Ferrari            | 72   | +6.407                   | 6     | 6    |
| 3    | 1  | Німеччина       | Міхаель Шумахер        | Benetton-Renault   | 72   | +33.376                  | 3     | 4    |
| 4    | 2  | Велика Британія | Джонні Херберт         | Benetton-Renault   | 68   | +1 коло                  | 11    | 3    |
| 5    | 30 | Німеччина       | Хайнц-Харальд Френтцен | Sauber-Ford        | 71   | +1 коло                  | 9     | 2    |
| 6    | 28 | Австрія         | Герхард Бергер         | Ferrari            | 70   | +2 кола                  | 8     | 1    |
| 7    | 26 | Франція         | Олів'є Паніс           | Ligier-Mugen-Honda | 70   | +2 кола                  | 18    |      |
| 8    | 3  | Японія          | Юкіо Катаяма           | Tyrrell-Yamaha     | 69   | +3 кола                  | 15    |      |
| 9    | 11 | Італія          | Доменіко Скіаттарелла  | Simtek-Ford        | 68   | +4 кола                  | 20    |      |
| НК   | 21 | Бразилія        | Педро Дініц            | Forti-Ford         | 63   | не класифікований        | 25    |      |
| НК   | 22 | Бразилія        | Роберто Морено         | Forti-Ford         | 63   | не класифікований        | 24    |      |
| Схід | 4  | Фінляндія       | Міка Сало              | Tyrrell-Yamaha     | 48   | зіткнення з Сузукі       | 7     |      |
| Схід | 25 | Японія          | Агурі Сузукі           | Ligier-Mugen-Honda | 47   | зіткнення з Сало         | 19    |      |
| Схід | 23 | Італія          | П'єрлуїджи Мартіні     | Minardi-Ford       | 44   | розворот                 | 16    |      |
| Схід | 9  | Італія          | Джанні Морбіделлі      | Footwork-Hart      | 43   | електрика                | 12    |      |
| Схід | 10 | Японія          | Такі Іноуе             | Footwork-Hart      | 40   | розворот                 | 26    |      |
| Схід | 14 | Бразилія        | Рубенс Баррікелло      | Jordan-Peugeot     | 33   | витік масла              | 10    |      |
| Схід | 12 | Нідерланди      | Йос Ферстаппен         | Simtek-Ford        | 23   | коробка передач          | 14    |      |
| Схід | 6  | Велика Британія | Девід Култхард         | Williams-Renault   | 16   | електрика                | 1     |      |
| Схід | 7  | Велика Британія | Марк Бланделл          | McLaren-Mercedes   | 9    | витік масла              | 17    |      |
| Схід | 15 | Велика Британія | Едді Ірвайн            | Jordan-Peugeot     | 6    | удар в Хаккінена/двигун  | 4     |      |
| Схід | 17 | Італія          | Андреа Монтерміні      | Pacific-Ford       | 1    | аварія                   | 22    |      |
| Схід | 8  | Фінляндія       | Міка Хаккінен          | McLaren-Mercedes   | 0    | удар від Ірвайна         | 5     |      |
| Схід | 16 | Франція         | Бертран Гашо           | Pacific-Ford       | 0    | зіткнення з Вендлінгером | 23    |      |
| Схід | 29 | Австрія         | Карл Вендлінгер        | Sauber-Ford        | 0    | зіткнення з Гашо         | 21    |      |
| НС   | 24 | Італія          | Лука Бадоер            | Minardi-Ford       | 0    | аварія до рестарту       | 13    |      |

## Кола лідирування
- 1—5 — Девід Култхард
- 6—10 — Міхаель Шумахер
- 11—16 — Деймон Хілл
- 17 — Міхаель Шумахер
- 18—25 — Жан Алезі
- 26—72 — Деймон Хілл

## Положення в чемпіонаті після Гран-прі
| Поз | Пілот           | Очки |
| --- | --------------- | ---- |
| 1   | Міхаель Шумахер | 14   |
| 2   | Деймон Хілл     | 10   |
| 3   | Жан Алезі       | 8    |
| 4   | Девід Култхард  | 6    |
| 5   | Герхард Бергер  | 5    |

| Поз | Конструктор      | Очки |
| --- | ---------------- | ---- |
| 1   | Ferrari          | 13   |
| 2   | Williams-Renault | 10   |
| 3   | Benetton-Renault | 7    |
| 4   | McLaren-Mercedes | 4    |
| 5   | Sauber-Ford      | 2    |

- Примітка: Тільки 5 позицій включені в обидві таблиці.